# AD Extremadura FS

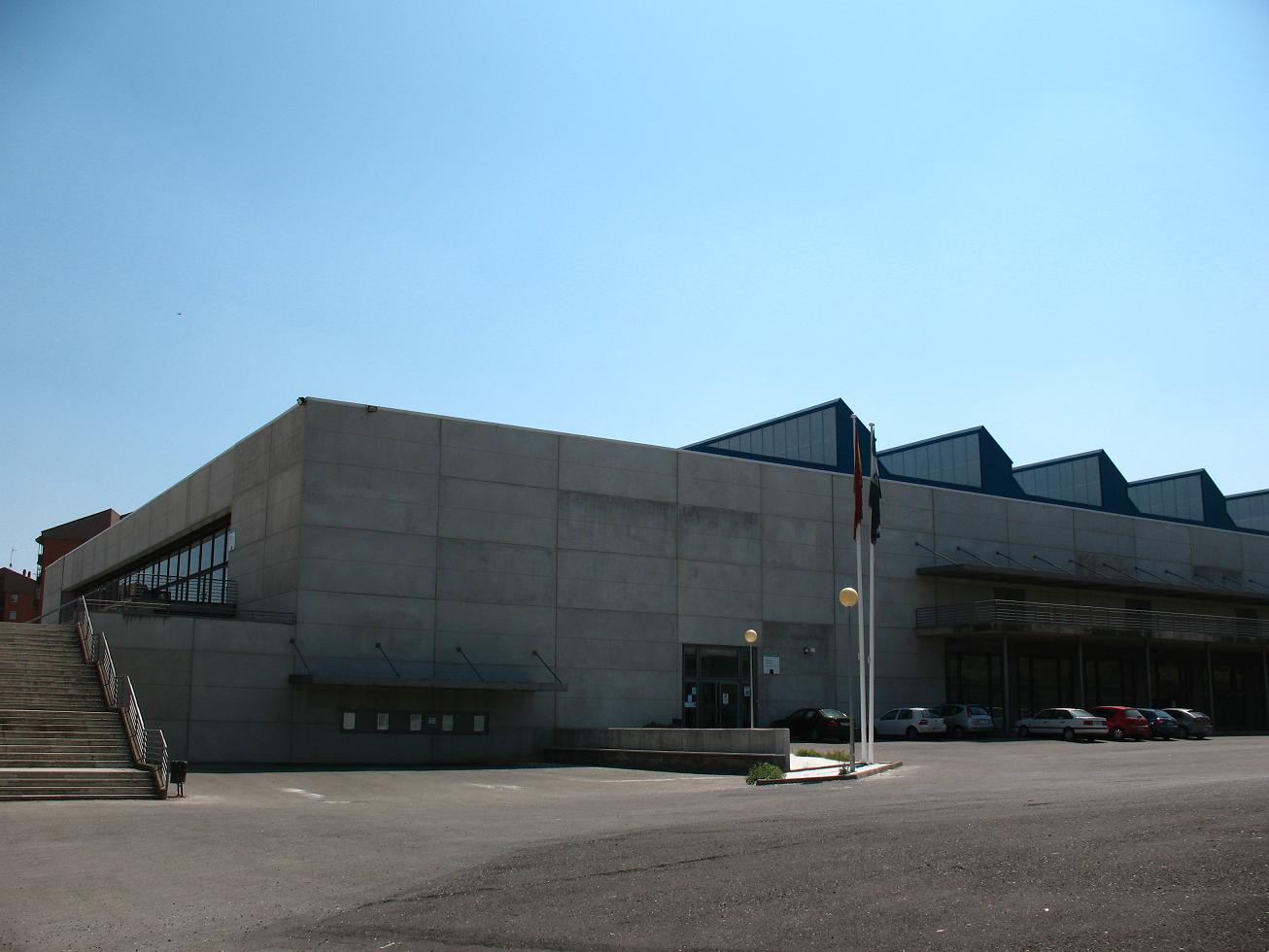
Pabellón Multiusos "Ciudad de Cáceres", escenario donde el equipo disputa sus encuentros como local.

La AD Extremadura-Cáceres 2016 FS es un equipo español de fútbol sala de Cáceres, Extremadura. Fue fundado en 1986. Actualmente juega en la División de Plata, Grupo Norte, de la LNFS. 

## Plantilla 2009/2010
|    | Nac.   | Nombre                      | Sobrenombre | Ruolo      |
| -- | ------ | --------------------------- | ----------- | ---------- |
| 1  | España | César Quijada               | CÉSAR       | Portero    |
| 18 | España | Borja Villarejo Fernández   | BORJA       | Portero    |
| 16 | España | Jorge Iglesias Moreno       | JORGE       | Portero    |
| 3  | Brasil | Marcelo Almeida Martins     | ALMEIDA     | Cierre     |
| 5  | España | Juan Carlos Sánchez Colchón | JUAN CARLOS | Pívot      |
| 6  | España | Víctor Cachón Suazo         | VÍCTOR      | Ala-Pívot  |
| 7  | Brasil | Sergio Cámara Sobral        | SERGINHO    | Ala-Pívot  |
| 8  | España | Adrián Gaona Martín         | ADRI        | Ala-Cierre |
| 9  | España | Sergio Luis García Cano     | SERGIO      | Ala-Pívot  |
| 10 | España | Pablo Ángel Durán Gálvez    | PABLO ÁNGEL | Ala        |
| 17 | España | Juan Solano Fernández       | JUAN        | Cierre     |
| 19 | España | César Montero Redondo       | CÉSAR       | Cierre     |
| 20 | España | Mario López Bellot          | MARIO       | Ala        |
| 21 | España | Iván Vázquez Fernández      | IVÁN        | Ala-Pívot  |
| 23 | España | José Diego Arias Jara       | JOSÉ DIEGO  | Ala-Cierre |

Entrenador:  Manuel Maroño-NANO

## Palmarés
- Campeón Primera Nacional "A" 2006/2007